# 奥野々山
奥野々山（おくののやま）は、徳島県吉野川市にある剣山系の山である。標高1,159m。

## 地理・概要
旧麻植郡山川町に聳える山であり、高越山の南側約3Kmのところに位置する。高越山と奥野々山の間には船窪つつじ公園があり、国の天然記念物に指定されているオンツツジ群落が広がる。
山頂にはブナ等の原生林が茂っており、登山者が少ないため、現在でも多くの自然が保たれている。山内には吉野川水系の主要河川である川田川の水源がある。